# Lubaga
Lubaga è una circoscrizione urbana (urban ward) della Tanzania situata nel distretto urbano di Shinyanga, regione di Shinyanga. Conta una popolazione di 7 042 abitanti (censimento 2012).